# Kuncza
Kuncza (ukr. Кунча) – wieś na Ukrainie, w rejonie teofipolskim obwodu chmielnickiego.

## Historia
Najstarsza wzmianka o miejscowości pochodzi z XVI wieku. Wtedy wsią władał Andrzej Czołgański. W 1583 roku zapłacił podatek od nieruchomości, a 25 czerwca 1624 roku sprzedał swoje posiadłości: wioski Czołgań, Nowostawce , Kuncza, Karabijówka. W końcu XVII wieku i pierwszej połowie XVIII wieku wieś należała do książąt Jabłonowskich Aleksandra i Michała. Wieś znalazła się w Imperium Rosyjskie w 1793 na mocy II rozbioru Polski.
Według Narodowego Spisu Powszechnego w 1897 r. liczba mieszkańców wzrosła do 1288 osób (620 mężczyzn i 668 kobiet), z czego 1276 było wyznania prawosławnego. Od 24 sierpnia 1991 r. wieś jest częścią niezależnej Ukrainy.